# NGC 1295
NGC 1295 is een lensvormig sterrenstelsel in het sterrenbeeld Eridanus. Het hemelobject werd in 1886 ontdekt door de Amerikaanse astronoom Ormond Stone.

## Synoniemen
- PGC 12465
- MCG 2-9-30
- NPM1G 14.0162
- IRAS 03177-1410